# Alkoholni hepatitis
Alkoholni hepatitis je hepatitis (vnetje jeter) zaradi prekomernega vnosa alkohola. Bolniki imajo v anamnezi pogosto več desetletij pretiranega uživanja alkohola, na primer 8 do 10 enot alkohola na dan. Ponavadi se pojavi v povezavi z zamaščenimi jetri, ki pomenijo začetno stopnjo alkoholne jetrne bolezni, ter lahko pospeši napredovanje jetrne bolezni v jetrno fibrozo in nadalje cirozo. Simptomi se lahko pokažejo akutno ob uživanju velikih količin alkohola v krajšem obdobju ali pa po dolgotrajnem, kroničnem prekomernem pitju alkoholnih pijač. Znaki in simptomi zajemajo zlatenico (porumenelost kože in beločnic), ascites (trebušno vodenico), utrujenost in jetrno encefalopatijo (moteno delovanje možganov zaradi jetrne odpovedi). Blaga oblika alkoholnega hepatitisa je samoomejujoča bolezen (ne zahteva posebnega zdravljena in samoodsebno izzveni), huda oblika pa je lahko življenjsko ogrožajoča. Pri hudem alkoholnem hepatitisu je lahko potrebno zdravljenje z  glukokortikoidi. Pogosto nastopi nenadno in lahko hitro napreduje.

## Znaki in simptomi
Za alkoholni heatitis so značilni številni simptomi in bolezenski znaki, ki lahko zajemajo splošno slabo počutje, povečanje jeter, nabiranje tekočine v trebušni votlini (trebušna vodenica ali ascites) in zmerno povišanje jetrnih encimov. Pojavi se lahko tudi jetrna encefalopatija (moteno delovanje možganov zaradi jetrne odpovedi), ki se lahko kaže z zmedenostjo, zmanjšano stopnjo zavesti in asteriksisom (imenovanim tudi plahutajoči tremor, ki se kaže z neenakomernimi plapolajočimi gibi rok). Pri hudi obliki alkoholnega hepatitisa nastopijo izrazita zlatenica, otopelost (od zaspanosti do izgube zavesti) in progresivna kritična bolezen; smrtnost v prvih 30 dneh je 50-odstotna kljub optimalni zdravstveni oskrbi.
Alkoholni hepatitis ni enako kot jetrna ciroza zaradi dolgotrajnega prekomernega pitja alkoholnih pijač. Lahko se pojavi pri bolnikih z že prisotno kronično alkoholni jetrno boleznijo ali jetrno cirozo. Alkoholni hepatitis sam po sebi ne povzroči ciroze, je pa ciroza pogostejša pri osebah, ki dolga leta prekomerno uživajo alkohol.  Pri nekaterih alkoholikih se akutni hepatitis razvije kot vnetni odziv na maščobne spremembe jetrnega tkiva, vendar pa ne gre za neposredno povezavo s količino popitega alkohola. Nekateri posamezniki so zgleda bolj dovzetni za razvoj vnetja. Omenjena jetrna vnetna reakcija zaradi prisotne zamaščenosti se imenuje steatohepatitis in verjetno vodi do fibroznih sprememb v jetrih preko aktivacije Itovih celic, da proizvajajo kolagen.

## Patofiziologija
Znaki in patološke spremembe v histologiji jeter vključujejo:
- Malloryjeva telesca – stanje, pri katerem se v jetrnih celicah kopičijo hialini prekeratinski filamenti. Ne pojavljajo se le pri alkoholni jetrni bolezni, so pa zanj značilna;[7]
- puhličasto (angl. ballooning) degeneracijo – jetrne celice pri alkoholni jetrni bolezni pogosto nabreknejo in vsebujejo presežne količine maščob, vode in beljakovin; v normalnih razmerah celica beljakovine sproti izplavlja v krvni obtok. Nabreklost jetrnih celic spremlja tudi nekrotična poškodba. Nabreklo tkivo lahko povzroči blokado žolčnih vodov in posledično difuzno holestazo;[7]
- vnetje – invazija nevtrofilcev, ki je posledica nekrotičnih sprememb in prisotnosti celičnega drobirja znotraj lobusov. V normalnih razmerah drobir odstranijo Kupfferjeve celice, pri vnetju pa so le-te preobremenjene, v jetrni parenhim pa zato migrirajo tudi druge vrste belih krvničk. Zlasti jih pritegnejo jetrne celice z Malloryjevimi telesci.[7]

Če je prisotna kronična jetrna bolezen, se lahko razvijeta:
- fibroza;
- ciroza – trajna in napredujoča oblika fibrozne degeneracije jetrnega tkiva.

## Epidemiologija
- Alkoholni hepatitis se pojavi pri okoli tretjini kroničnih alkoholikov.[2]
- Pri 10–20 % bolnikov z alkoholnim hepatitisom jetrna bolezen letno napreduje v jetrno cirozo.[8]
- Letna stopnja razvoja jetrnoceličnega raka pri bolnikih z jetrno cirozo je 1,5-odstotna.[9]
- 70 % bolnikov z alkoholnim hepatitisom kasneje v življenju razvije jetrno cirozo.[8]
- V primerjavi s splošno populacijo je pri bolnikih z alkoholnih hepatitisov za 12–26 % povečano tveganje za okužbe. Pri uporabi kortikosteroidov je povečanje tveganja še izrazitejše (50 %).[10]
- Pri nezdravljenem alkoholnem hepatitisu je smrtnost v prvem mesecu od nastopa bolezni do 50-odstotna.[11]

## Diagnoza
Postavitev diagnoze temelji na dolgotrajni uporabi prekomernih količin alkohola v anamnezi in prisotnosti nenormalnih, slabšajočih se izvidov testov jetrne funkcije, vključno s povišanimi vrednostmi bilirubina (vrednosti, višje od 3,0) in aminotransferaz ter pojavom zlatenice v zadnjih 8 tednih. Razmerje med aspartat aminotransferazo in alanin aminotransferazo je običajno 2 ali več. V večini primerov vrednosti jetrnih encimov niso višje od 500. Diagnoza se potrdi z biopsijo jeter.

## Zdravljenje
Abstinenca od alkohola je najpomembnejši dejavnik pri okrevanju od alkoholnega hepatitisa. Koristno je lahko zdravljenje s kortikosteroidi.  Lahko je potrebna presaditev jeter.